# Washington Tais
Washington Eduardo Tais Videgaín (Montevideo, 21 de dezembro de 1972) é um ex-futebolista uruguaio que jogava como lateral-direito. 

## Carreira
Tais, que iniciou a carreira no Peñarol em 1992, aos 19 anos, atuou por 6 temporadas pelo clube aurinegro, disputando 78 partidas e marcando 24 gols, além de ter conquistado 5 títulos consecutivos do Campeonato Uruguaio. Seu desempenho chamou a atenção do Racing Santander, que o contratou em 1997. Na equipe da Cantábria, o lateral viveu sua melhor fase, participando de 112 jogos.
Em 2001, assinou com o Real Betis, onde atuou até 2005. Prejudicado por lesões durante sua passagem pelo time de Sevilha, Tais optou em pendurar as chuteiras ao final da temporada. Porém, em janeiro de 2011, voltou aos gramados para defender o Danubio. Aprovado nos testes físicos, foi um dos líderes dos Franjas na campanha do vice-campeonato do torneio Apertura, jogando 20 partidas - um número alto para um atleta de 38 anos. Sua carreira foi definitivamente encerrada em 2013, quando estava no Miramar Misiones.

## Seleção Uruguaia
El Negro, como o lateral-direito era conhecido, participou de 18 jogos com a Seleção Uruguaia, estreando em janeiro de 1995, contra a Espanha, mas não foi convocado para a Copa América, disputada justamente no Uruguai. Tais nunca disputou uma competição oficial pela seleção principal da Celeste Olímpica - chegou perto de jogar a Copa de 2002, mas foi preterido por Víctor Púa na lista de 23 jogadores que foram para o torneio.

## Títulos
Peñarol
- Campeonato Uruguaio (5): 1993, 1994, 1995, 1996 e 1997